# Theodor Pilz
Theodor Pilz (26. června 1817 Praha – 27. června 1863 Kraslice nebo Karlovy Vary) byl rakouský podnikatel a politik německé národnosti z Čech, v 60. letech 19. století poslanec Českého zemského sněmu.

## Biografie
V roce 1840 se jeho manželkou stala Maria Klementine Stark. Byl majitelem přádelny v Kraslicích. Působil ve spolku Verein fur Geschichte der Deutschen in Böhmen.
Po obnovení ústavního systému vlády počátkem 60. let se zapojil i do politického života. V zemských volbách v Čechách roku 1861 byl zvolen na Český zemský sněm. Byl zvolen ve dvou volebních obvodech najednou a to za kurii městskou, obvod Kraslice, Nejdek, Schönbach i za kurii venkovských obcí, obvod Kraslice, Nejdek. Jako oficiální kandidát německého volebního výboru byl navržen v kurii městské. Nakonec ale přijal mandát v kurii venkovských obcí. Zasedal zde až do své smrti roku 1863. Pak ho na sněmu nahradil Josef Virgil Grohmann.
Zemřel v červnu 1863.